# خالد عبدالمجید
خالد عبدالمجید (عربی: خالد عبد المجيد)، یک سیاستمدار فلسطینی است که یک تشکیلات جدا شده از جبهه مبارزه مردمی فلسطین به رهبری سمیر غوشه، را فرماندهی می‌کند.

## مواضع
این اواخر خالد به این خاطر به یاسر عرفات نزدیک شده بود که با قطعنامه اسلو موافق بود. او از جبهه مبارزه مردمی فلسطین جدا شد و می‌گوید هر طرفی ادعا می‌کند که مشروعیت دارد و همین باعث شده‌است که تاکنون تمام تلاشها برای آشتی به شکست منجر شود. او متهم است که دشمنی‌اش بخاطر مزدوری‌اش برای سوریه است در حالی که او کمیته اجرایی سازمان آزادیبخش فلسطین را غیرقانونی می‌داند.

## فعالیت‌ها
خالد مقیم دمشق و عضو کنفرانس ملی است و با توافقاتی که علیه منافع مردم فلسطین باشد مخالف است و در عملیات علیه دشمن صهیونیستی به همراه جرج سابا و حسن شاکر و ابو حسن الغربی شرکت کرده‌است.